# Diana Ariton
Diana Andreea Ariton (ur. 1 stycznia 1998 w Bukareszcie) – rumuńska siatkarka, grająca na pozycji środkowej, reprezentantka Rumunii.

## Sukcesy reprezentacyjne
Złota Liga Europejska:
- 2025[3]